# Puttur (Andhra Pradesh)
Puttur  est une ville du district de Tirupati dans l'État d'Andhra Pradesh en Inde. 
Selon le recensement de l'Inde de 2011, la localité compte une population de 53 061 habitants.